# Johannes Chemnitzer

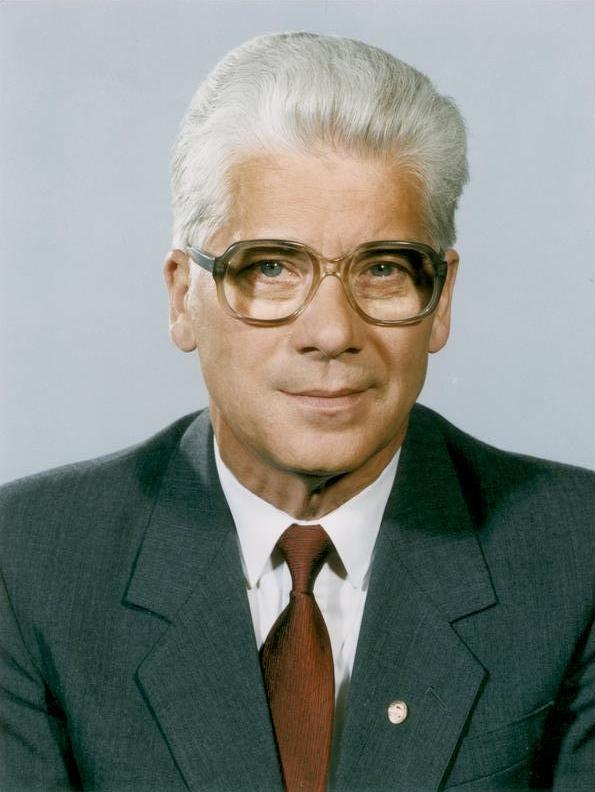
Johannes Chemnitzer

Johannes Chemnitzer (* 24. März 1929 in Wildenfels; † 1. November 2021) war ein deutscher SED-Funktionär. Im November 1989 gehörte er als Kandidat kurzzeitig dem Politbüro des ZK der SED an.

## Leben
Chemnitzer, seit 1946 Mitglied der FDJ und der SED, studierte nach Besuch der Volks- und Handelsschule von 1948 bis 1951 an der Fachschule für Landwirtschaft in Zwickau und in Elbisbach. Nach Tätigkeit als Sekretär für Landwirtschaft bei der SED-Kreisleitung Zwickau (1955–1958) nahm er ein Studium an der Parteihochschule der KPdSU in Moskau auf, das er als Diplom-Gesellschaftswissenschaftler abschloss. Anschließend war er von 1958 bis 1962 Sekretär für Landwirtschaft der SED-Bezirksleitung Gera sowie 1961/62 Vorsitzender der Ständigen Kommission für Landwirtschaft des Bezirkstages Gera. Von 1963 bis 1989 war Chemnitzer – als Nachfolger Georg Ewalds – Erster Sekretär der SED-Bezirksleitung Neubrandenburg sowie Abgeordneter des Bezirkstages Neubrandenburg. Von 1963 bis 1989 war er zudem Abgeordneter der Volkskammer und dort seit 1973 Mitglied des Ausschusses für Nationale Verteidigung.
Seit 1967 war Chemnitzer Mitglied des Zentralkomitees der SED. Am 8. November 1989 wurde er noch Kandidat des Politbüros und Sekretär des ZK der SED, jedoch bereits am 10. November seiner Ämter enthoben und am 13. Dezember aus der SED ausgeschlossen. Noch am 25. Oktober 1989 hatte er in Neubrandenburg eine Konter-Kundgebung organisiert und die Bürger vor weiteren Demonstrationen gewarnt. Als ein anhaltendes Pfeifkonzert ertönte, ließ der gescheiterte Politiker entnervt die Maske fallen: „Wenn ihr nicht still seid, können wir auch anders!“
Johannes Chemnitzer lebte im Landkreis Mecklenburgische Seenplatte.

## Ehrungen
Chemnitzer erhielt 1974 den Vaterländischen Verdienstorden in Gold und 1979 den Karl-Marx-Orden. 1984 wurde er mit dem Orden Banner der Arbeit ausgezeichnet.